# 684 (číslo)
Šest set osmdesát čtyři je přirozené číslo. Následuje po čísle šest set osmdesát tři a předchází číslu šest set osmdesát pět. Římskými číslicemi se zapisuje DCLXXXIV a řeckými číslicemi χπδ.

## Matematika
684 je:
- Abundantní číslo
- Složené číslo
- Nešťastné číslo

## Astronomie
- (684) Hildburg je planetka hlavního pásu, kterou objevil v roce 1909 August Kopff

## Komunikace
- +684 bylo původně mezinárodní telefonní předvolba Americké Samoy (nyní +1684)

## Roky
- 684
- 684 př. n. l.